# Ardennen
Die Ardennen (auch Ardenner Wald, von keltisch Arduenna ‚Hochland‘) sind der Westteil des Rheinischen Schiefergebirges.
Das mit der Eifel zusammenhängende, ausgedehnte Waldgebirge erstreckt sich größtenteils über den Südosten der belgischen Region Wallonie, in kleineren Teilen auch auf die Staatsgebiete von  Luxemburg (Ösling) und Frankreich   (Département Ardennes). Im Osten und Süden ein raues Bergland, flachen die Ardennen nach Westen und Norden hin sanft ab.

## Abgrenzung und Nachbargebiete
Im Osten gehen die Ardennen ohne deutliche geologische Grenze in die (West-)Eifel über. Namensgrenze ist eher die innerbelgische deutsch-französische Sprachgrenze. Das Hohe Venn kann beiden Gebirgen zugerechnet werden. Höchste Erhebung ist die Botrange in der Provinz Lüttich mit 694 m über Peil bei Ostende. Südlich davon kann das Tal der Our als Grenze zwischen Eifel und Ardennen angesehen werden. Die höchste nur den Ardennen zuzurechnende Erhebung ist der Baraque de Fraiture im Norden der Provinz Luxemburg (Belgien) mit 652 m über Meeresspiegel. Der luxemburgische Teil der Ardennen wird Ösling genannt.
Nördliche Begrenzung der Ardennen ist das Tal der Sambre und der anschließende Anschnitt des Maastales zwischen Namur und Lüttich. Die niedrigere Hochfläche nördlich davon wird im östlichen Teil Hesbaye genannt.
Die südliche Begrenzung der Ardennen bilden die Täler von Chiers, Maas (im Abschnitt zwischen Sedan und Charleville-Mézières), Sormonne und Gland. Der Südwesten der Ardennen bildet zusammen mit den dort angrenzenden Vorländern die Thiérache. Dazu gehören ausgedehnte Höhenwälder (300 bis fast 400 m) nahe der Maas westlich von Fumay ebenso wie die Crêtes Préardennaises (Kämme der Vorardennen), die sich südlich der Linie Sedan – Charleville-Mézières – Hirson überwiegend in Ostwestrichtung erstrecken, zum Nordfranzösischen Schichtstufenland gehören und neben Wald viel Land- und Weidewirtschaft aufweisen, eine Heckenlandschaft (Bocage). Westlich der Mündung des Gland in die Oise bei Hirson rechnen die Collines de la Thiérache (Hügelland der Thiérache) dazu, die sich bis an die für den Canal de la Sambre à l’Oise genutzte Furche erstrecken.

## Landschaft

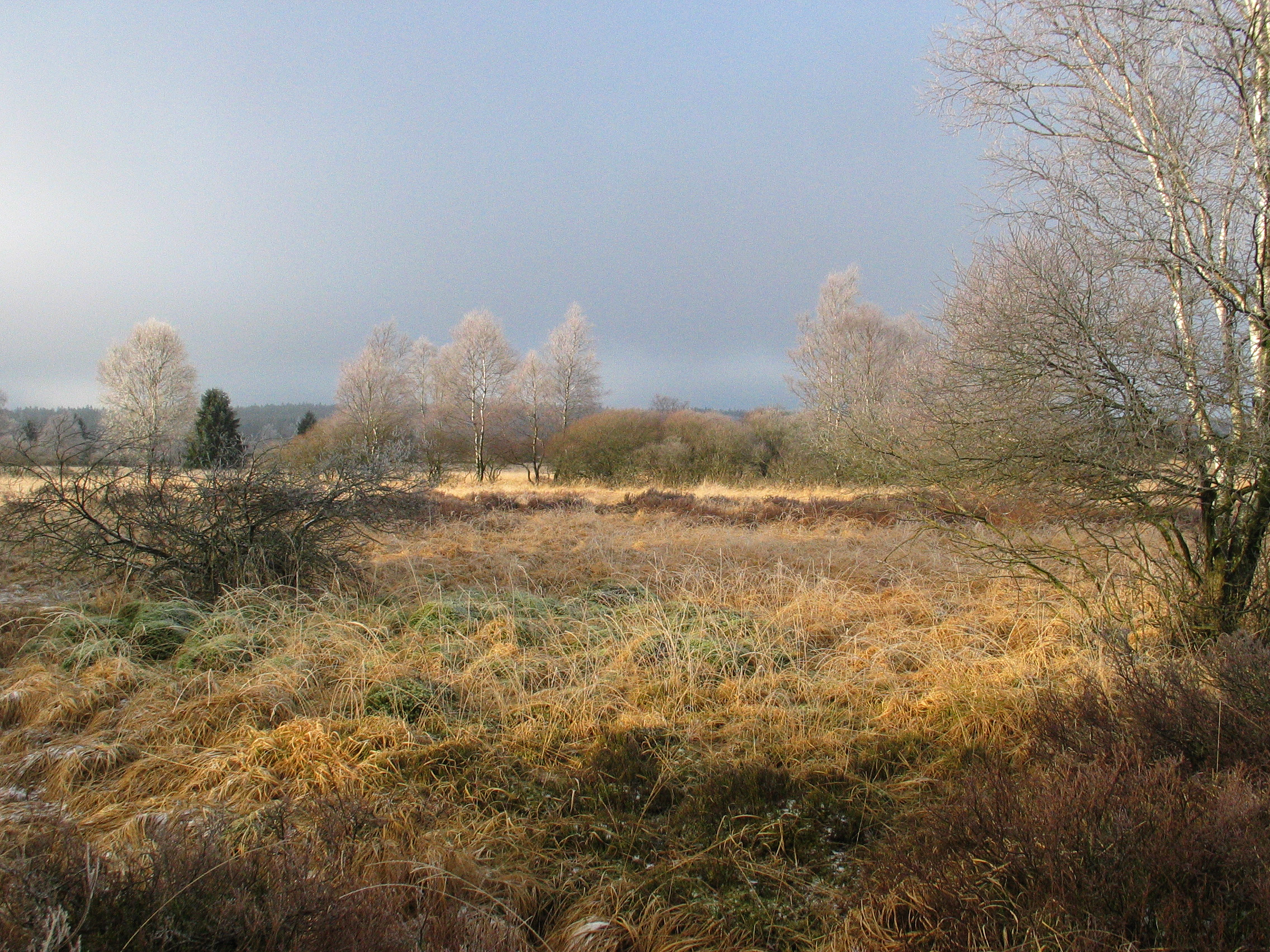
Hohes Venn

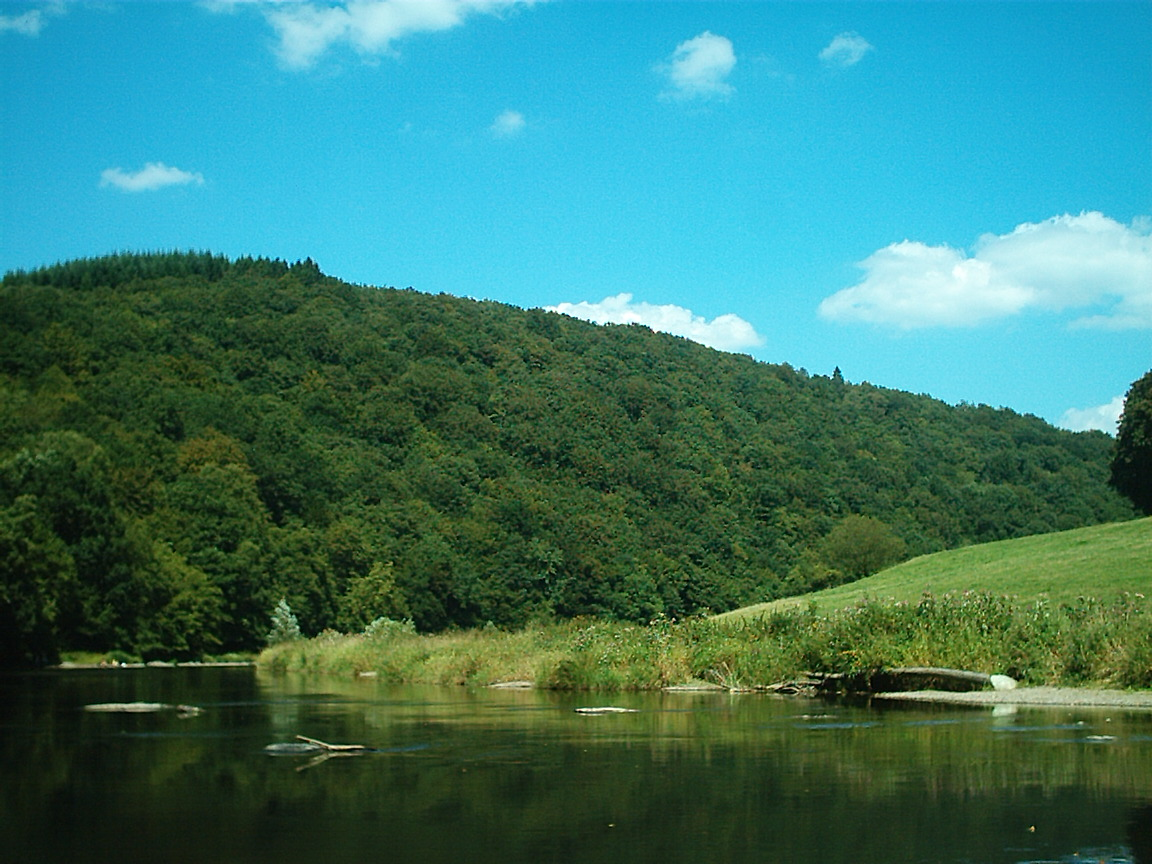
Ardennen-Landschaft an der Semois

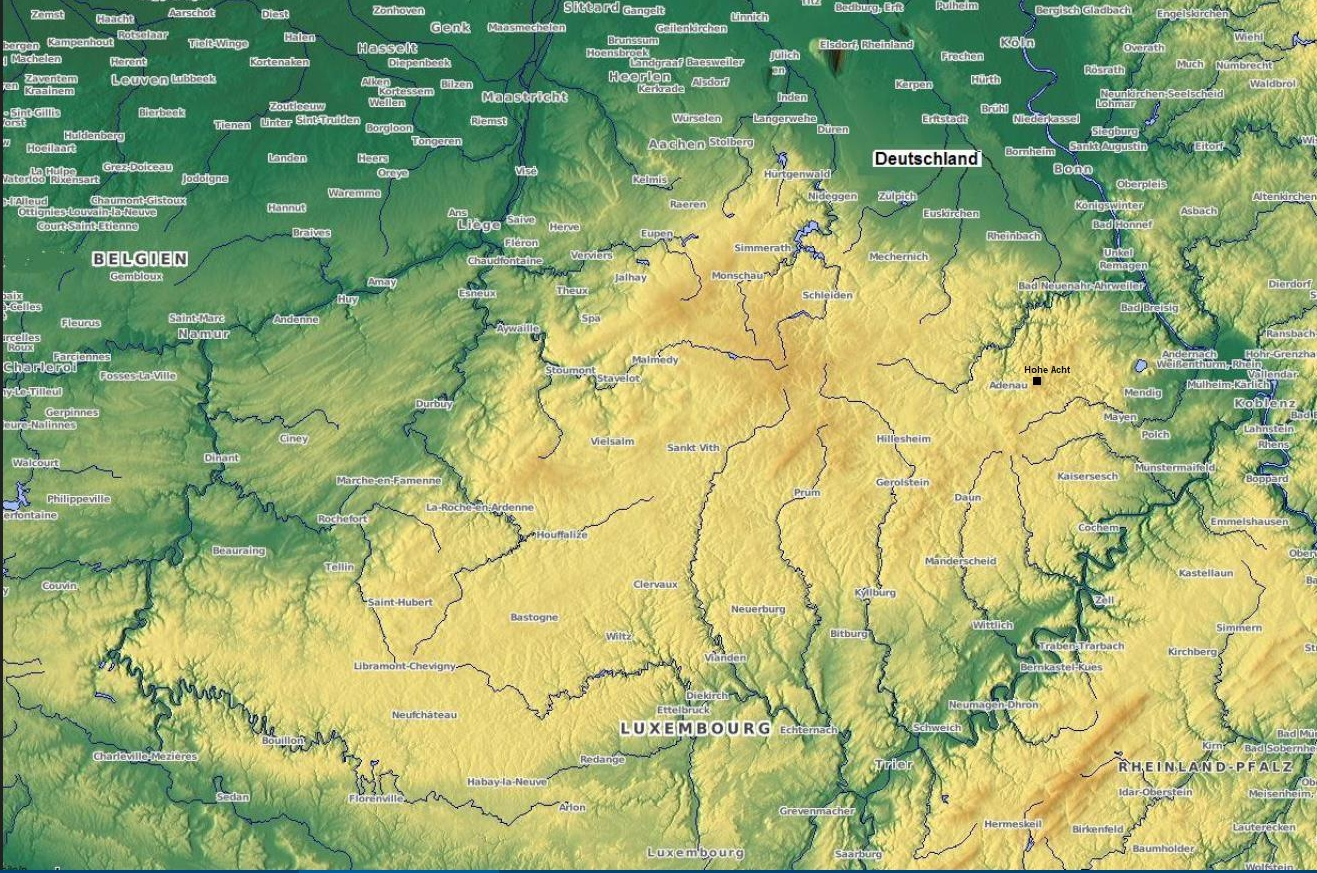
Morphologisch faktisch zusammenhängendes Bergland von Ardennen und Eifel, eingerahmt von den Flüssen Semois, Maas, Mosel und Rhein. Höchste Erhebung ist die Hohe Acht mit 746,9 m ü. NHN

Das Gebirgsplateau der Ardennen ist am höchsten im Osten (hohes Venn bis 694 m über dem Meer, bei Bastogne 500 bis knapp unter 550 m). Nach Nordwesten nimmt die Höhe ab, liegt nahe der Mündung der Semois in die Maas bei 400 m, südwestlich und südöstlich von Namur bei 200 bis 250 m. Zwischen den höheren Teilen des Plateaus im Osten und Süden und den weniger hohen im Nordwesten ist eine Reihe kleiner Becken eingeschlossen, eines um Mariembourg, eines um Givet, eines zwischen Beauraing und Rochefort und eines zwischen Marche-en-Famenne, Hotton und Durbuy. Das Gebirgsplateau wird von Flusstälern durchzogen, die oft tief und schluchtartig mit steilen Abstürzen von 200 m Höhe eingeschnitten sind und an vielen Stellen kaum Platz für Bewirtschaftung oder Besiedlung bieten. An den Hängen der größeren Flusstäler sind durch die Erosion von Kalkgestein zahlreiche bizarre Felsformationen entstanden, welche manche Teile der Ardennen zu einem Kletterparadies machen.
Das Hochland ist nur dünn besiedelt, was größtenteils am rauen Klima liegt, aber durch wiederholte kriegerische Auseinandersetzungen zwischen Frankreich und den einstigen burgundisch-habsburgischen Niederlanden verstärkt wurde. Wetterbedingungen und Bodennutzung variieren nach Höhenlage. Die höchsten Lagen sind durch reichliche Niederschläge stark versumpft (Hohes Venn); nicht ganz so hohe Partien waren früher großenteils mit Heide bedeckt, von der durch Aufforstung nur noch kleine Flächen erhalten sind. Typisch für das französisch-belgische Grenzgebiet sind ausgedehnte Eichenwälder. Im Gegensatz zu kaum oder nur nach aufwändiger Kultivierung landwirtschaftlich nutzbaren Höhen sind die Muldenlagen der Hochfläche und die Becken fruchtbar. Hier wird Ackerbau und Viehzucht betrieben; ein bekanntes Erzeugnis ist der Ardennenkäse. In den engen Tälern ist der Boden zwar auch fruchtbar, aber es ist oft nur wenig Platz.
Das pultartige Bodenrelief vieler Flussschleifen zeigt, wie die Windungen der Täler durch die unterschiedliche Härte aufgeworfener Gesteinsschichten entstanden sind. Das bedeutendste Ardennental ist das Durchbruchstal der Maas zwischen Charleville-Mézières und Namur, besonders tief eingeschnitten zwischen Charleville und Dinant. Der Wasserspiegel der Maas liegt in Charleville 142 m über dem Meer, an der Mündung der Sambre in Namur 78,35 m, an der Mündung der Ourthe in Lüttich 60,0 m. Die Ardennen gehören jedoch nicht vollständig zum Einzugsgebiet der Maas; ein großes Gebiet im Südosten entwässert über die Sauer (französisch Sûre) in die Mosel, ein kleines im Westen über die Oise in die Seine. Die Täler der in den Ardennen entspringenden Flüsse beginnen am Oberlauf als flache Mulden und sind am Unterlauf tief eingeschnitten. Dazwischen befinden sich Bereiche mit starkem Gefälle; es sind Erosionszonen, die in Jahrtausenden langsam flussaufwärts gewandert sind.
Die wichtigsten im östlichen Teil der Ardennen entspringenden Flüsse sind die rechten Maaszuflüsse Semois, Lesse und Ourthe mit Amblève (Amel) sowie die Sauer samt einigen Nebenflüssen. Die wichtigsten Flüsse aus dem westlichen Teil der Ardennen sind die Oise, die rechten Nebenflüsse der im Ardennenvorland entspringenden Sambre sowie die linken Maasnebenflüsse Viroin und Hermeton.

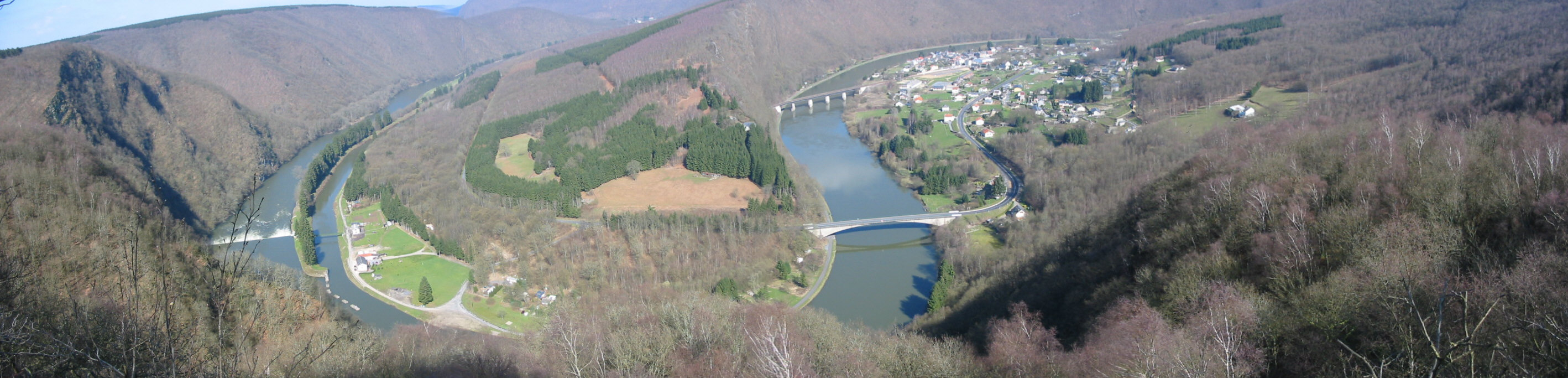
Die Maas bei Laifour zwischen Monthermé und Revin in den französischen Ardennen

## Geologie

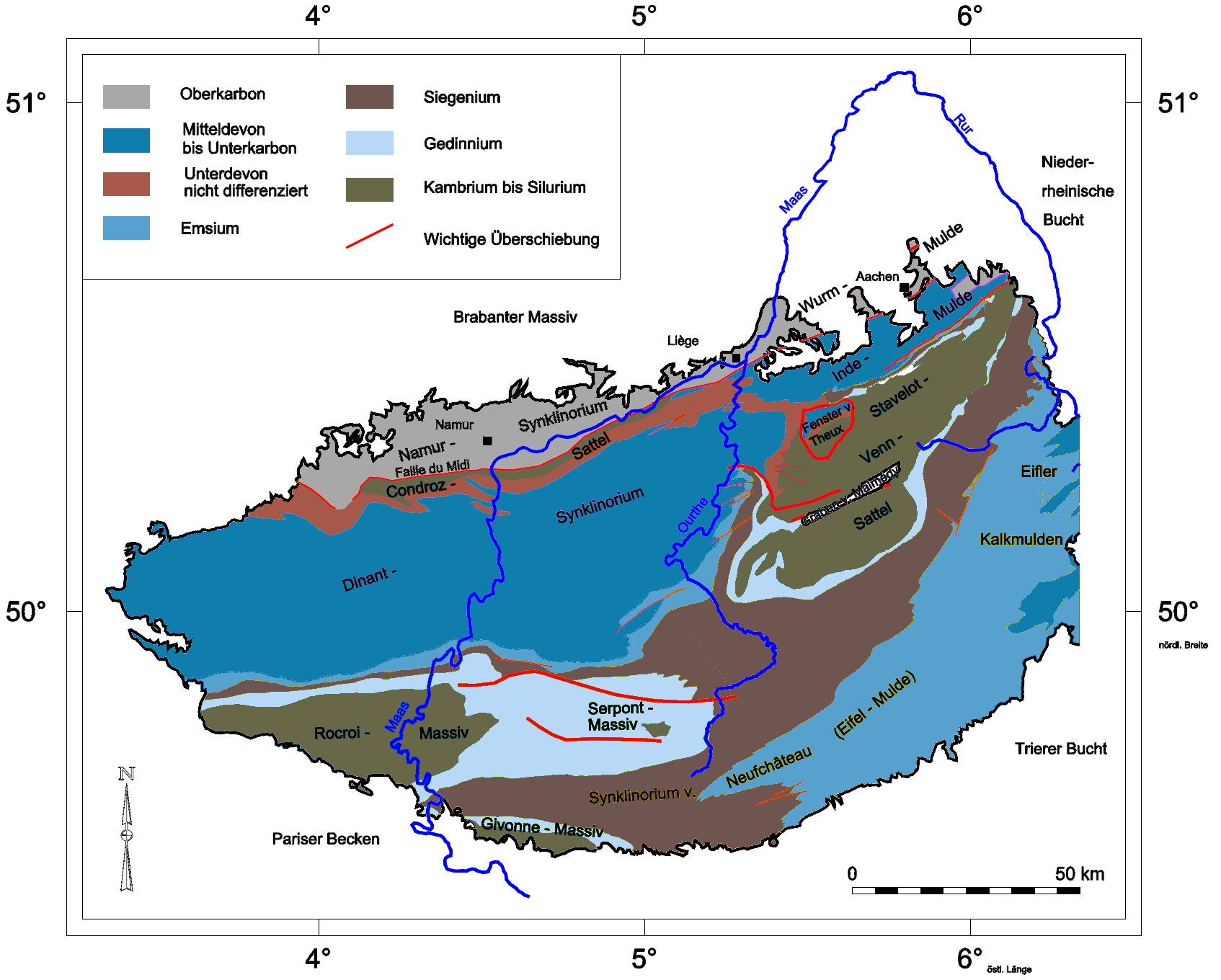
Geologische Übersichtskarte der Ardennen

Die Ardennen sind Teil der rhenoherzynischen Zone der mitteleuropäischen Varisziden und stehen in einem engen geologischen Zusammenhang mit dem auf deutschem Gebiet liegenden Rheinischen Schiefergebirge. Ihre Gesteine werden dem kaledonischen und dem variszischen Gebirgsbildungs-Zyklus zugerechnet.
Die ältesten, nur stellenweise vorkommenden Gesteine der Ardennen sind kambrische, ordovizische und silurische Tonschiefer und Quarzite mit einigen Lagen vulkanischer Gesteine, die schon vor dem Devon gefaltet und teilweise erodiert wurden. Diese Schichten des Altpaläozoikums bilden das Grundgebirge der Ardennen. Altpaläozoische Gesteine sind aufgeschlossen in der so genannten Schwelle von Condroz, im Rocroi-Massiv und in den kleineren Massiven von Givonne und Serpont. Das flächenmäßig größte Gebiet mit Altpaläozoikum ist der teilweise schon auf deutschem Gebiet liegende Stavelot-Venn-Sattel, welcher einen Großteil des Hohen Venns aufbaut.
Die flächenmäßig vorherrschenden Gesteinsarten der Ardennen sind jüngere devonische und karbonische Tonschiefer, Sandsteine und Kalke. Diese Abfolge beginnt mit Schichten des Gedinne, die im Synklinorium von Neufchâteau (Belgien) und am Nordrand des Synklinoriums von Namur und des Synklinoriums von Dinant (Dinant-Mulde) vorkommen. Diese Schichten haben sich auf dem gefalteten Altpaläozoikum ablagert. Verbreitet sind im unteren Teil des Gedinne konglomeratische und grobsandige Gesteine ausgebildet, die von der nach von Süden nach Norden ausgreifenden Transgression des Meeres zeugen, das die Südküste des Old-Red-Kontinents langsam überflutete. Die Meeresküste lag etwas nördlich des heutigen Synklinoriums von Namur. Der Boden des Devonmeeres sank an großen Abschiebungen südlich des heutigen Stavelot-Venn-Sattels stetig weiter ab. Es vertiefte sich jedoch nur allmählich, da die Sedimentation mit der Absenkung Schritt hielt. Vor allem im Bereich der südlichen Ardennen wurden mächtige Folgen von sandigen Schiefern und Sandsteinen abgelagert, während die gleich alten Sedimente im Norden deutlich weniger mächtig sind. Im Mitteldevon bildete sich ein Riffgürtel im Schelf des Old-Red-Kontinents und es lagerten sich (teils mächtige) Riffkalke ab. Im Bereich des Dinant-Synklinoriums lässt sich ein regelrechtes Barriereriff des Mitteldevons rekonstruieren.
Zu Beginn des Karbons verlor sich der Gegensatz zwischen Kontinent im Norden und Meeresbecken im Süden. Das nun gleichmäßig flache Meer griff weit nach Norden aus und im gesamten Gebiet der Ardennen kam es zur Bildung des Kohlenkalkes. Im Oberkarbon stellten sich die Bedingungen vollständig um: im Süden erhob sich langsam das variszische Gebirge aus dem Meer, und im Norden wurden auf die stetig absinkende Kohlenkalk-Plattform mehr als 3.500 m Konglomerate, Sandsteine und Tonschiefer geschüttet, welche als Vorland-Molasse der variszischen Gebirgsbildung zu verstehen sind. In flachen Meeresbereichen entstanden ausgedehnte Sümpfe, die später zur Bildung von Kohlenflözen führten. Die überlieferte Gesteinsfolge endet mit Sedimentgesteinen unterschiedlichen Alters: Namur A (bis etwa 319 Mio. Jahre vor heute) im Synklinorium von Dinant, Westfal C (bis etwa 308 Mio. Jahre vor heute) im Synklinorium von Namur.
Die gesamte Schichtenfolge wurde im Oberkarbon gefaltet, verschuppt und an großen Überschiebungen aufeinander überschoben. Die größte dieser Überschiebungen ist die Faille du Midi, die sich nach Nordosten in die Eifler Überschiebung und die Aachener Überschiebung fortsetzt. An ihr sind Gesteine der Mulde von Dinant und der Stavelot – Venn – Sattel mehrere Zehner Kilometer auf die Mulde von Namur überschoben worden. Im so genannten Fenster von Theux ist die Überschiebungsfläche von der Erosion noch einmal angeschnitten worden, so dass die überschobenen Gesteine der Mulde von Namur wieder ans Tageslicht kommen.
Die Hauptstreichrichtungen der Ardennen sind W-E im Westteil und SW-NE im Ostteil der Ardennen. Fast alle Strukturen der Ardennen lassen sich nach Nordosten auf deutsches Gebiet verfolgen, wo sie jedoch teilweise andere Namen tragen. So setzt sich das Synklinorium von Neufchâteau in das Eifel-Synklinorium fort, das Dinant-Synklinorium bis in die Inde-Mulde im Aachener Gebiet und das Synklinorium von Namur in die Aachener Wurm-Mulde.
Die jüngsten paläozoischen Gesteine sind im Graben von Stavelot/Malmedy erhalten geblieben, es handelt sich um Reste permischer Sedimente, die sich nach der Faltung der älteren Gesteine in neu gebildeten Bruchstrukturen erhalten haben.
Seit dem Perm sind die Ardennen im Wesentlichen Festland geblieben und unterlagen der Abtragung, bis nur noch ein weitgehend flacher Gebirgsrumpf erhalten war. Nur für kurze Zeit und nur randlich wurde dieser vom Meer überflutet, so in der Oberen Kreide und im Tertiär. Seit dem Pliozän begannen die Ardennen und das Rheinische Schiefergebirge im Vergleich zu ihrer Umgebung aufzusteigen. Dieser Aufstieg führte dazu, dass sich die Bäche und Flüsse in die flachwellige Landschaft einschnitten und das heutige Gesicht des Mittelgebirges mit flachen Hochebenen und tief eingeschnittenen Tälern herausbildeten.

## Natürliche Ressourcen

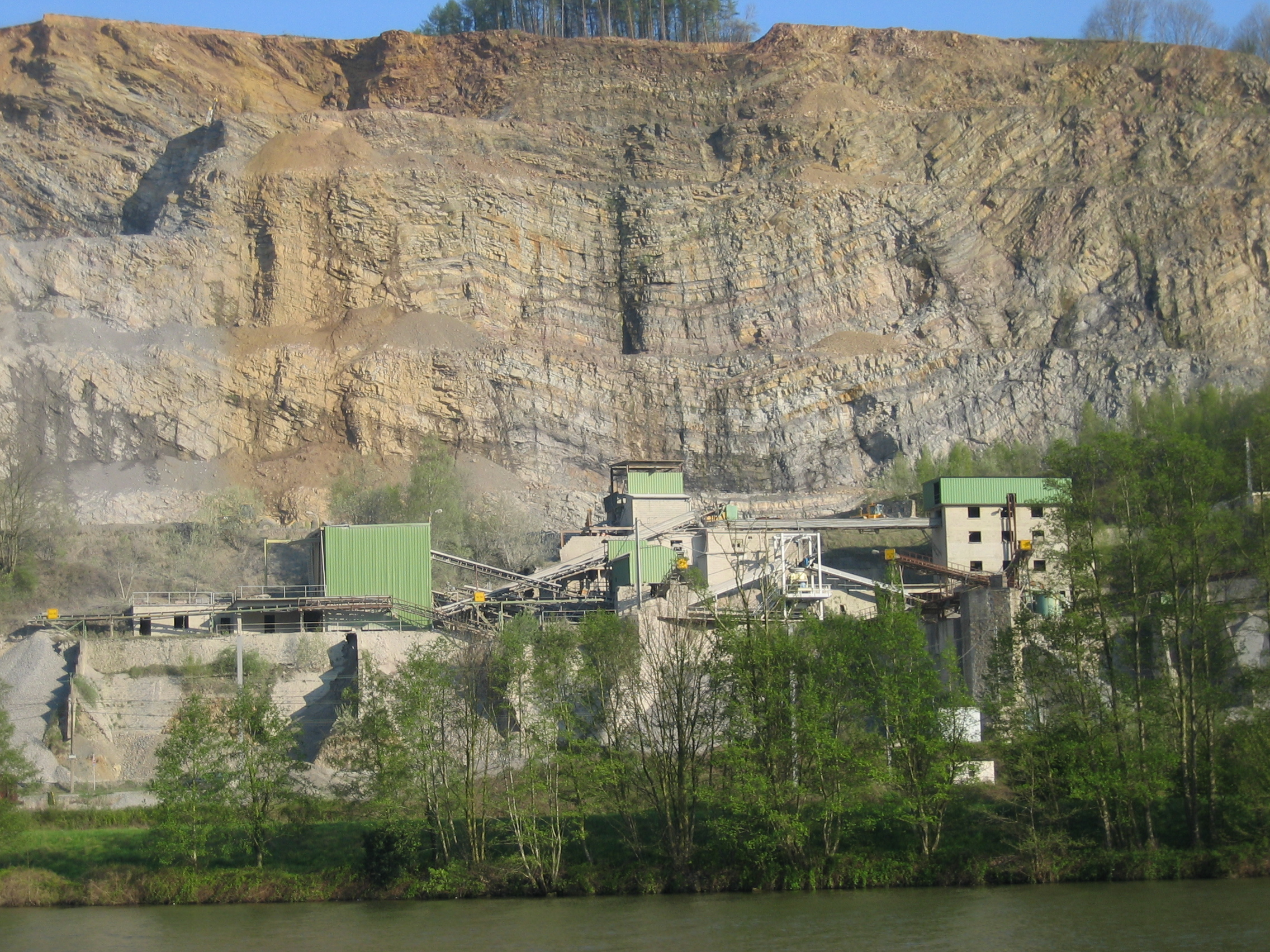
Steinbruch bei Profondeville, Provinz Namur

Den Hauptreichtum des Gebirges bilden die Waldungen, die zumeist aus Eichen und Buchen mit untermischten Erlen, Birken, Eschen und anderen Baumarten bestehen. Manche Bereiche wurden mit Nadelbaum-Monokulturen bepflanzt, vor allem die Randgebiete des Hohen Venns. Das reichlich vorhandene Wasser der Ardennen ist eine Grundlage für die Trinkwassergewinnung in zahlreichen Talsperren, die beliebte Ziele des regionalen Tourismus darstellen. Unter den reich vorhandenen Montanschätzen ist neben den in vielen, oft riesigen Steinbrüchen ausgebeuteten reichen Natursteinvorkommen wie Kalkstein, Dolomit und Schiefer der Abbau von Eisen und Blei (bei Longwilly), Antimon (bei Goesdorf), Kupfer (bei Stolzemburg) und Mangan (bei Bihain) zu erwähnen, ferner die Gewinnung von plastischem Ton. Die größte wirtschaftliche Bedeutung hatten die  Steinkohlenlager, die sich vom Nordrand Lüttichs bis Valenciennes erstrecken. Sie sind hier an der Erdoberfläche aufgeschlossen und wurden von hier aus zunächst im Tagebau, später dann durch Bergwerke erschlossen. Der Steinkohlenbergbau begründete Belgiens Metallverarbeitung und bedeutende Industrien.
Seit den 1960er Jahren ist die Montanindustrie weitestgehend zum Erliegen gekommen. Der dadurch verursachte Strukturwandel war eine schwere Belastung für die regionale Wirtschaft. Seit den 1980er Jahren nahm die Bedeutung des Tourismus stetig zu und erlangte wirtschaftliche Bedeutung. Die Ardennen sind heute Bestandteil des grenzüberschreitenden Naturparks Eifel – Ardennen.

## Geschichte

### Vor- und Frühgeschichte
Die Menschen des Paläolithikums nutzten von den Ardennen vor allem den von devonischen Kalken geprägten Teil in Belgien, während sie das Tal der Maas aufgrund der Neigung zu hohen Niederschlägen und Kälte mieden. Im Epipaläolithikum war vor allem in den belgischen Ardennen die Kultur des Ardennien verbreitet, an die sich südwestlich das nördliche Tardenoisien anschloss.
Von den ackerbautreibenden Kulturen wurden die Ardennen aufgrund der ungünstigen klimatischen Bedingungen über Jahrtausende hinweg weitgehend gemieden. Lediglich im Tal der Maas und dessen Einzugsgebiet ist eine Besiedlung vom Neolithikum bis in die ältere Eisenzeit nachgewiesen. Es finden sich hier beispielsweise Hinterlassenschaften der Bandkeramik, der Michelsberger Kultur, der Seine-Oise-Marne-Kultur (Megalithanlagen bei Wéris) sowie der Glockenbecherkultur.
Erst zu Beginn der La-Tène-Zeit am Anfang des 5. Jahrhunderts v. Chr. wurden die gesamten Ardennen von den Kelten aufgesiedelt. Aufgrund von Verbreitung und Grabsitten sind hierbei zwei Gruppen zu unterscheiden, die auf eine unterschiedliche Besiedlungsrichtung schließen lassen: Eine südliche Gruppe zwischen Bertrix, Neufchâteau und Bastogne war kulturell mit der Champagne verbunden; eine nördliche Gruppe, die östlich und nordöstlich von La Roche-en-Ardenne und Houffalize verbreitet war, neigte kulturell dem Rhein- und dem Hunsrück-Eifel-Gebiet zu.

### Römerzeit

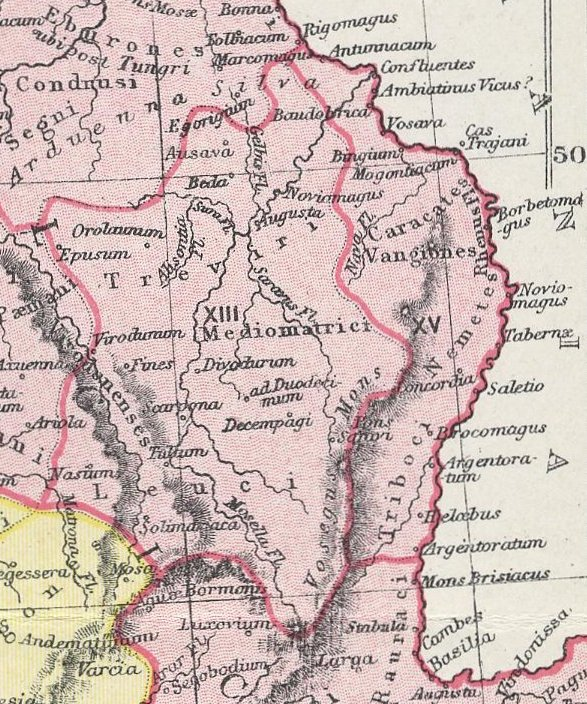
Arduenna silva zwischen Maas und Rhein

Die Römer kannten die Ardennen als Arduenna silva (Ardenner Wald), verstanden darunter jedoch ein sehr viel größeres Gebiet. Nach Cäsar und Strabon umfasste es die ganze, zusammenhängende Waldregion zwischen Rhein und Schelde. In diesem Raum wurde die keltische Jagd- und Waldgöttin Arduinna verehrt, die die Römer mit Diana gleichsetzten; viele Denkmäler dieser Göttin finden sich hier in Form von Altären, Statuen und Inschriften. Cäsar schildert den Ardenner Wald als unwegsam. Während des Gallischen Krieges in den Jahren 54 und 53 v. Chr. diente er den Treverern unter Indutiomarus und den Eburonen unter Ambiorix als Versteck und Rückzugsgebiet.
In der Römischen Kaiserzeit erstreckten sich die heutigen Ardennen über die Provinzen Belgica und Germania inferior. Verkehrsgeografisch erschlossen wurde die Arduenna silva damals durch die auf der Tabula Peutingeriana verzeichnete Römerstraße zwischen Köln (Colonia Claudia Ara Agrippinensium) und Reims (Durocortorum), die quer durch das Waldgebirge verlief. In der Nähe von Bastogne kreuzten diese Trasse die Straße von Bavay (Bagacum Nerviorum) nach Trier (Augusta Treverorum) und die von Tongern (Aduatuca Tungrorum) nach Arlon (Vicus Orolaunum). Über Arlon, das ein wichtiges Zentrum für Handwerk und Handel am Südrand der Ardennen darstellte, verlief die Straße von Trier nach Reims. Städtische Ansiedlungen gab es zu dieser Zeit nicht in den Ardennen. Sie waren jedoch mit Vici und Villae rusticae durchsetzt. Zeugnisse fanden sich beispielsweise bei Theux, Amberloup, Jamoigne, Bastogne, Chevigny, Amel und Besslingen.
Im 4. und 5. Jahrhundert siedelten sich – besonders auf Höhenbefestigungen wie z. B. in Vireux-Molhain und Furfooz – germanische Foederaten an, die zur Verteidigung der grenznahen Provinzen eingesetzt waren.

### Mittelalter
Im Frühmittelalter gehörten die Ardennen zum austrischen Teil des Frankenreiches. Der Verduner Diakon Adalgisel Grimo erwähnt in seinem Testament aus dem Jahr 634 seine Besitzungen in den Ardennen (in Ardenense). Es ist nicht sicher, ob hier bereits der Ardennengau gemeint ist, also eines der Gaue, in die das Frankenreich etwa zu dieser Zeit eingeteilt wurde. Der Ardennengau bestand aus dem nördlichen Teil der Ardennen, dem nördlichen Luxemburg und der Westeifel. Es lag zwischen dem Eifelgau im Norden und dem Bidgau im Osten.
Zur Erschließung der Ardennen gründete der fränkische Hausmeier Grimoald um 648 die Benediktinerklöster Malmedy und Stablo, die von König Sigibert III. mit Grundbesitz ausgestattet wurden. Um diese Zeit verbreiteten Missionare wie Monon und Hubertus von Lüttich das Christentum in den Ardennen.
Seit dem 7. Jahrhundert wurden die Ardennen in den Urkunden als forestis nostra bezeichnet, worunter außerhalb der Siedlungen liegende große Wald- und Ödlandflächen, aber auch herrenlose Gewässer zu verstehen sind, die dem Forstrecht des Königs unterstellt waren. Die Nutzungsrechte innerhalb der Forste konnten nur mit königlicher Genehmigung ausgeübt werden, wofür die Bewohner bestimmte Abgaben an den König zahlen mussten. Die Verwaltung der Ardenner Forstbezirke geschah von den Königshöfen von Longlier, Mellier, Theux und Thommen aus. Nachdem schon die merowingischen Herrscher in den Ardennen gejagt hatten, wurden sie ein bevorzugtes Jagdrevier der Karolinger. So jagten Karl der Große und Ludwig der Fromme in mehreren Jahren in den Ardennen.
Im Jahre 840 entstand die Grafschaft Ardennen, die in der ersten Hälfte des 11. Jahrhunderts ihr Ende fand. Im Vertrag von Verdun des Jahres 843 fielen die Ardennen an Lotharingien. Bei dessen Teilung im Vertrag von Mersen im Jahre 870 wurden sie zunächst zwischen dem Ostfränkischen Reich Ludwigs des Deutschen und dem Westfränkischen Reich Karls des Kahlen aufgeteilt, bevor sie schließlich im Vertrag von Ribemont des Jahres 880 ganz an das Ostfränkische Reich fielen.
Auf ihren Plünderungszügen in den Jahren 881 und 882 nutzten die Wikinger die alten Römerstraßen in den Ardennen und überfielen die Klöster Malmedy und Stablo und zerstörten die Abtei Prüm in der Eifel.
Während das Herzogtum Bouillon und die Reichsabtei Stablo-Malmedy über Jahrhunderte hinweg eine gewisse Eigenständigkeit besaßen, wurden im 14. Jahrhundert große Teile der Ardennen an Luxemburg angegliedert, das 1354 zum Herzogtum erhoben wurde.

### Neuzeit
Während der frühen Neuzeit rangen mehrere Mächte um die Herrschaft über die Region. Hiervon zeugen zahlreiche Festungsanlagen, so in Dinant, Givet, Mariembourg, Namur und Philippeville. So gehörten heute belgische Teile der Ardennen zeitweise zu den Spanischen oder Österreichischen Niederlanden, zu Frankreich, zu Deutschland oder zum Vereinigten Königreich der Niederlande. Große Teile der Ardennen gehörten jahrhundertelang zum Herzogtum Luxemburg, bis 1839 nach der Londoner Konferenz der westliche, französischsprachige Teil des Herzogtums als Provinz Luxemburg an Belgien fiel.
Zu Beginn des Ersten Weltkrieges rückte die deutsche 4. Armee durch die Ardennen vor; Ende August 1914 fanden die Schlacht bei Neufchâteau und die Schlacht bei Longwy statt.
Im Zweiten Weltkrieg begann am 10. Mai 1940 in den Ardennen die Offensive des Deutschen Reiches gegen die Benelux-Länder und später Frankreich. Die Wehrmacht umging die alliierten Hauptstellungen und erzwang in der Schlacht bei Sedan (13. bis 15. Mai 1940) den Übergang über die Maas.
Dies war ausschlaggebend für den darauf folgenden Einmarsch der Wehrmacht in Frankreich und läutete die Niederlage Frankreichs, Belgiens und der Niederlande ein. Einen ähnlichen operativen Gedanken verfolgte die Wehrmacht bei der Ardennenoffensive, die am 16. Dezember 1944 begann. Sie brach auf einer Linie zwischen Monschau im Norden und Echternach im Süden in die alliierten Linien ein. Betroffen waren die Gebiete um die Städte Clerf, Diekirch, Vianden, Stavelot, St. Vith, Bastogne, Rochefort, La Roche, Houffalize und Saint-Hubert. Zeugnisse dieser Kämpfe sind bis heute in den Ardennen zu finden; in zahlreichen lokalen Museen wird daran erinnert.